# بيل إل. نورتن
بيل إل. نورتن (بالإنجليزية: Bill L. Norton)‏ هو كاتب سيناريو ومخرج أمريكي، ولد في القرن العشرين.

## وصلات خارجية
- بيل إل. نورتن على موقع IMDb (الإنجليزية)
- بيل إل. نورتن على موقع روتن توميتوز (الإنجليزية)
- بيل إل. نورتن على موقع ألو سيني (الفرنسية)
- بيل إل. نورتن على موقع أول موفي (الإنجليزية)
- بيل إل. نورتن على موقع قاعدة بيانات الأفلام السويدية (السويدية)
- بيل إل. نورتن على موقع قاعدة بيانات الفيلم (الإنجليزية)
- بيل إل. نورتن على موقع كينوبويسك (الروسية)